# レオナルド・ヴィンチ
レオナルド・ヴィンチ（伊: Leonardo Vinci, 1690年 - 1730年5月27日）は、イタリアの作曲家。オペラ作品で知られる。

## 生涯
ヴィンチはストロンゴリで生まれた。ナポリのポヴェリ・ディ・ジェス・クリスト音楽院（現ナポリ音楽院）でガエターノ・グレコ（Gaetano Greco）について音楽を学んだ。1719年、ナポリ語で書いたオペラ・ブッファで名前を知られるようになった。ヴィンチは多数のオペラ・セリアも作曲した。1728年、サンタ・カテリーナ・ア・フォルミエッロ教会（Chiesa di Santa Caterina a Formiello）のロザリオ兄弟団（Confraternità del SS Rosario）に加わつた。1730年死亡したが、毒殺とも言われる。
1728年、ナポリのイエス・キリスト貧民音楽学校（Conservatorio dei Poveri di Gesù Cristo）で楽長をしていたときの弟子にペルゴレージがいる。

## 作品
『小舟に乗った恋人たち』（Li zite 'ngalera、1722年）に代表されるヴィンチのオペラ・ブッファは生命と魂が満ちている。一方、『捨てられたディドーネ』（Didone abbandonata、1728年、ローマ）、『アルタセルセ』（Artaserse、1730年、ローマ）に代表されるオペラ・セリアは、チャールズ・バーニー（en:Charles Burney）に賞賛された、鋭い迫力と劇的表現の直接性を持っている。『アルタセルセ』（Artaserse）の中のアリア『Vo solcando』はヴィンチのスタイルを良く表している。